# Isaac Jallabert
Pour les articles homonymes, voir Jallabert.
Isaac Jallabert (1er juillet 1765, Montagnac-sur-Lède - 10 décembre 1815, Montagnac-sur-Lède) est un homme politique français.

## Biographie
Membre du Conseil général de Lot-et-Garonne, il fut élu, le 15 mai 1815, représentant de Lot-et-Garonne à la Chambre des Cent-Jours, par l'arrondissement de Villeneuve-sur-Lot. Il revint à Montagnac après la session, et mourut accidentellement avant la fin de l'année.

## Sources
- « Isaac Jallabert », dans Adolphe Robert et Gaston Cougny, Dictionnaire des parlementaires français, Edgar Bourloton, 1889-1891 [détail de l’édition]